# 瘿果盘菌科
瘿果盘菌科（学名：Cyttariaceae）为瘿果盘菌目的一科真菌。

## 下属分类
本科包括以下属：
- 瘿果盘菌属 Cyttaria Berk., 1842
- Cyttariella